# Esther Jansma
Esther Jansma (Ámsterdam, 24 de diciembre de 1958-23 de enero de 2025) fue una arqueóloga, escritora y académica neerlandesa.

## Biografía
Nació en Ámsterdamy trabajó como arqueóloga. Jansma publicó su primera colección de poesía Stem onder mijn bed en 1988. En 1990, editó Bloem, Steen, que refleja sus sentimientos después de que su primer hijo muriera al nacer.
Jansma fue profesora en el departamento de Geociencias en la Universidad de Utrecht. Falleció a causa de cáncer.

## Selección de obras[3][2]
- Waaigat , poesía (1993)
- Picknick op de wenteltrap , novela (1997)
- Hier is de tijd , poesía (1998), recibió el Premio VSB Premio de Poesía
- Dakruiters , poesía (2000), recibió el Premio Hugues C. Pernath
- Alles is nieuw , poesía (2005), nominado para el Premio de Poesía VSB y recibió el A.Roland Holst-Penning y el Premio Jan Campert[4]